# La Neuville-sur-Ressons
La Neuville-sur-Ressons – miejscowość i gmina we Francji, w regionie Hauts-de-France, w departamencie Oise.
Według danych na rok 1990 gminę zamieszkiwały 132 osoby, a gęstość zaludnienia wynosiła 49 osób/km² (wśród 2293 gmin Pikardii La Neuville-sur-Ressons plasuje się na 865. miejscu pod względem liczby ludności, natomiast pod względem powierzchni na miejscu 1080.).